# Homoneura hypocrios
Homoneura hypocrios är en tvåvingeart som beskrevs av Mitsuhiro Sasakawa 2003. Homoneura hypocrios ingår i släktet Homoneura och familjen lövflugor.
Artens utbredningsområde är Laos. Inga underarter finns listade i Catalogue of Life.